# Ederson Moraes
Ederson Santana de Moraes (Osasco, el 17 d'agost de 1993), conegut simplement com a Ederson, és un jugador de futbol brasiler que juga com a porter amb el Manchester City FC de la Premier League d'Anglaterra.

## Palmarès
SL Benfica
- 2 Lligues portugueses: 2015-16, 2016-17
- 1 Copa portuguesa: 2016-17
- 1 Copa de la lliga portuguesa: 2015-16

Manchester City FC
- 1 Lliga de Campions de la UEFA: 2022-23
- 1 Supercopa d'Europa: 2023
- 6 Lligues angleses: 2017-18, 2018-19, 2020-21, 2021-22, 2022-23, 2023-24
- 2 Copes angleses: 2018-19, 2022-23
- 4 Copes de la lliga anglesa: 2017-18, 2018-19, 2019-20, 2020-21
- 2 Community Shield: 2018, 2019

Selecció brasilera
- 1 Copa Amèrica: 2019